# 副霍蘭擬三棘魨
副霍蘭擬三棘魨，為輻鰭魚綱魨形目擬三刺魨亞目擬三棘魨科的其中一種，中西大西洋加勒比海西部海域，棲息深度320公尺，棲息在底中層水域，生活習性不明。